# Зубрицкий, Славомир
Славомир Зубрицкий (пол. Sławomir Zubrzycki; род. 12 октября 1963, Краков) — польский пианист и композитор; первый музыкант, воссоздавший сконструированный Леонардо да Винчи клавишно-струнно-смычковый инструмент Viola organista.

## Биография
Родился в Кракове, в Польше.
В 1987 году стал лауреатом фестиваля польских пианистов в Слупске.
В 1988 году окончил Краковскую музыкальную академию, где обучался игре на фортепиано у профессора Тадеуша Змудзинского. Принимал участие в мастер-классах, проводимых Виктором Мержановым, Владимиром Обидовичем, Майклом Левином (Michael Lewin), Джеромом Ловенталем и Йоханом Соннлейтнером (клавесин).
С 1990 по 1991 годы по стипендии Фулбрайта учился игре на фортепиано в Бостонской консерватории в США под руководством Джениса Вебера.
Выступал в качестве солиста (в том числе Оркестра Польского радио в Кракове, оркестра Краковской филармонии имени Кароля Шиманского, в Capella Cracoviensis, камерного симфонического оркестра в Торуне), и как камерный музыкант с квартетом Ольги Швайгер, а также Гведолин Брэдли, Ядвигой Гадуланкой, Анджеем Хиольским и Джеффри Наделем (Jeffrey Nadel) в Соединенных Штатах, Германии, Австрии, Испании, Великобритании и Украине.
В 2013 году стал первым музыкантом, представившим широкой публике реконструированный им по проектам Леонардо да Винчи музыкальный инструмент — Viola organista, на воссоздание которого было затрачено около 5 тысяч часов и более 10 тысяч долларов.